# Schota Dsidsiguri
Schota Dsidsiguri (georg. შოთა ვარლამის ძე ძიძიგური; * 15. August 1911 in Matchodschi, Russisches Kaiserreich; † 14. Dezember 1994) war ein georgisch-sowjetischer Linguist.

## Leben
Dsidsiguri kam in einem Dorf im Gouvernement Kutaissi in einer Pädagogen-Familie zur Welt; sein Vater war ein bekannter Pädagoge und Verfasser von Schulbüchern. Die Schule beendete er in Tiflis. Er schloss 1930 sein Studium der Linguistik an der Staatlichen Universität Tiflis erfolgreich, u. a. bei Akaki Schanidse, ab. 1931 erhielt er eine Aspirantur an der Akademie der Wissenschaften in Leningrad, u. a. bei  Nikolai Marr.
Ab 1936 begann er eine wissenschaftliche und pädagogische Tätigkeit und hielt Vorlesungen an pädagogischen Instituten in Tiflis, Telawi und Kutaissi. Nach der Promotion im Jahr 1963 habilitierte er im gleichen Jahr und wurde Leiter der Sprachabteilung der Georgische Sprache am Staatlichen Pädagogischen Institut „A. Puschkin“ in Tiflis. Von 1967 bis 1984 war er Leiter der Sprachabteilung Neue Georgische Sprache an der Staatlichen Universität Tiflis. 1974 wurde Dsidsiguri zum Mitglied der Georgischen Nationalen Akademie der Wissenschaften berufen.
Er war Redakteur bei der gemeinsam von der Friedrich-Schiller-Universität Jena und der Staatlichen Universität Tiflis herausgegebenen Zeitschrift Georgica – Zeitschrift für Kultur, Sprache und Geschichte Georgiens und Kaukasiens, die heute in Aachen erscheint. Er war gewähltes Mitglied im Präsidium des georgischen Schriftstellerverbandes.

## Werk
Dsidsiguri erforschte die Geschichte und die Dialekte der kartwelischen Sprachen, gab den ersten historischen Überblick über georgische Dialekte heraus. Er war ein Vertreter der Hypothese der Verwandtschaft zwischen der Georgischen Sprache und dem Baskischen, womit er unter sowjetischen Forschern eine Modewelle angestoßen hat. Er ist Verfasser einer Vielzahl von Texten zur Geschichte und Grammatik der Georgischen Sprache, zu Lexikografie, Onomastik und Dialektologie, außerdem schrieb er Literaturkritiken.
Sein Buch Die georgische Sprache: kurzer Abriss (Übersetzung Gertrud Pätsch), das in mehrere europäische Sprachen übersetzt worden ist, erschien 1973 in der DDR auf Deutsch.

## Auszeichnungen
- 1971: Verdienter Wissenschaftler Georgiens[1]

## Veröffentlichungen
- übersetzt von Getrud Pätsch: Die georgische Sprache : kurzer Abriss (orig. auf Russ.: Gruzinskij jazyk). Niemeyer VEB, 1973.
- (Zeitschriftenartikel) Akaki Schanidse – Ein kurzer Überblick über seine wissenschaftliche und gesellschaftliche Tätigkeit, Georgica – Zeitschrift für Kultur, Sprache und Geschichte Georgiens und Kaukasiens, Band 1, Tibilisi, Berlin 1978.
- (Zeitschriftenartikel) Basken und Georgier. Zeitschrift für Phonetik, Sprachwissenschaft und Kommunikationsforschung, B. 32, H. 5, 1979.
- Baski i gruziny (Russisch: Basken und Georgier), Tbilisi, Izdat. „Merani“, 1979.
- Zhizn slova (Russisch: Das Leben des Wortes), Tbilisi 1988.